# 原史奈
原 史奈（はら ふみな、1981年5月22日 - ）は、日本の女優、タレント、元グラビアアイドル。愛称はハラフミ（名づけ親は内村光良）。東京都出身。スターダストプロモーション所属。

## 来歴
昭和女子大学附属昭和中学校卒業後、同大学付属高校へ進学したが、芸能活動に厳しい校風だったため高校1年のときに日出高等学校へ転入。桐朋学園大学短期大学部文科卒業。
1998年に「日テレジェニック’98」に選ばれ、グラビアアイドルとしてデビュー。同年全国女子高生制服コレクショングランプリを受賞。
ダブルフォックス、アクシスを経て、2006年5月末よりスターダストプロモーションに所属。
2000年にはCDデビュー『泣いていいよ／願いが叶う場所』 がセルピュータより発売。
2007年3月15日、元サッカー選手でスポーツジャーナリストの中西哲生との婚約を発表し、同年3月20日に結婚。2014年1月1日、自身のブログにて中西との離婚を発表。中西との間に子はいない。なお、離婚後も関係は良好とのこと。
2015年7月23日、ブログにて一般人男性との再婚を報告。
2024年12月26日、第1子出産を報告。

## 人物
平井堅の熱狂的なファンで、『ゴーゴーモンキーズ』のオンエア中に、本人から原宛に送られたメッセージが流されるなり、感激のあまり涙したことがある。
女優の中越典子とは19歳からの友人である（公式ブログより）。
内村プロデュース出演時に大竹一樹（さまぁ〜ず）から毎回「ストリップ嬢のニオイがする」と言われていた（もちろんストリップの経験は無い）。
元夫の中西哲生と同じ事務所所属のフリーアナウンサー・根本美緒とはともに仲がいい。根本からはブログ等で「ふみふみ」と呼ばれている。
自身のブログには手料理に関する内容と写真が掲載されることが多い。
アロマ好きであり、アロマテラピー検定1級、アロマテラピーアドバイザー、ジュニア・アスリートフードマイスターの資格を所持している。

## 出演
太字は主演。

### テレビ番組
- マルチなあいつ!（読売テレビ）
- 内村プロデュース（テレビ朝日・2003年からアシスタントとして不定期出演）
- 激漫ティービー・女蠍野球団（テレビ東京）
- サラリーマンNEOSeason 1-6（NHK）
- シャル・ウィ・ダンス? オールスター社交ダンス選手権・第3シリーズ（日本テレビ）
- 古代ロマン歴史の源流・出雲〜古事記が語りかける現代人へのメッセージ〜（2012年10月7日、山陰放送ほか／2012年10月14日、BS-TBS）
- ゴルフの真髄（2012年4月～）
- 土曜スペシャル「冬は東北の温泉へ!雪見&混浴ふれあい湯めぐり旅」（テレビ東京、2016年1月16日）

### 映画
- 恐怖学園（2001年9月） - 春野香澄 役
- スワンズソング（2002年） - 女教師 役
- GUN CRAZY Episode:4〜用心棒の鎮魂歌〜（2003年5月） - 河田香織 役
- 渋谷怪談・渋谷怪談2（2004年1月） - 村松恵 役
- 爆走デコトラ烈伝（2004年3月） - 定食屋の娘めぐみ 役
- オモヒノタマ〜念珠 第1話「念ヒ」（2004年6月） - 主婦・秋山博子 役
- き・れ・い?（2004年8月） - 整形外科助手・木元瞳 役
- Tokyo noir（2004年9月） - OL・早苗 役
- オカルト探偵団 死人形の墓場（2004年12月） - 女学生・大橋景子 役
- 火火（ひび）（2005年1月） - 陶芸家の弟子・由紀 役
- 最後の晩餐（2005年2月） - テレビレポーター・峯村沙希 役
- いらっしゃいませ、患者さま。（2005年6月） - 看護婦・アイミ 役
- ホールインワン 女子ゴルファー 千春（2005年） - 緑川千春 役
- ザ・バースディ（2006年）
- Wスティール（2006年）
- 鞄・Kaban
- 海がとっても青いから
- 暗いところで待ち合わせ（2006年） - ウェイトレス 役
- 舞妓Haaaan!!!（2007年6月）
- サラリーマンNEO 劇場版(笑)（2011年11月） - 田波直子 役
- 中学生円山（2013年5月18日）
- ジョーカーゲーム 脱出（2013年8月17日、AMGエンタテインメント）
- バトルキング!! -We'll Rise Again-（2023年3月10日、SDP） - 武田校長 役
  - BATTLE KING!! Map of The Mind -序奏・終奏-（2025年2月14日・3月14日、SDP）[5][6]

### テレビドラマ
- GTO SP（1999年6月、フジテレビ系）
- 月曜ドラマスペシャル 探偵 左文字進 第2作「汚れた勲章」（2000年4月、TBS系）
- 編集王 第2話（2000年10月、フジテレビ系）
- 鉄甲機ミカヅキ（2000年10月 - 2001年3月、フジテレビ系） - 二宮ユキ 役
- 火曜サスペンス劇場「孤独な果実」（2000年12月、日本テレビ系） - マリ 役
- スターぼうず（2000年12月 - 2001年3月、BS-i） - ナターシャ 役
- ナースマンがゆく 第4話（2004年11月、日本テレビ系） - 鴨志田美貴 役
- 11通の…出せなかったラブレター（2005年、ABCテレビ） - 伊川美奈子 役
- 水戸黄門（TBS / C.A.L）
  - 第35部 第1話～第9話（2005年10月10日 - 12月5日） - くの一忍者・北斗の桔梗 役
  - ナショナル劇場50周年記念特別企画スペシャル（2006年3月13日） - 北斗の桔梗 役
- 吾輩は主婦である（2006年5月 - 7月、TBS系） - すみれ先生、漱石の妻・鏡子 役
- タイヨウのうた（2006年7月 - 9月、TBS系） - レイサ 役
- 愛の劇場 結婚式へ行こう!（2006年12月 - 2007年3月、TBS系） - 早坂泉 役
- きらきら研修医 第11話（2007年3月、TBS系） - 戸田あさこ 役
- プロポーズ大作戦 （2007年5月、フジテレビ系） - 松木優子 役
- ケータイ刑事 銭形海 （2007年9月22日、TBS系） - 鮭久保真由美 役
- モップガール 第8話（2007年11月30日、テレビ朝日系） - 柚原曜子 役
- 4姉妹探偵団（2008年、テレビ朝日系） - 田島明日香 役
- 33分探偵（2008年、フジテレビ系） - 三木いずみ 役
- 日本史サスペンス劇場（2008年12月、日本テレビ系） - 歴史再現ドラマ - 阿久利 役
- 特命係長 只野仁 第33話（2009年1月15日、テレビ朝日系） - 沢田奈美 役
- RESET第2話「痴漢を誘惑する女、私の人生を返して！」（2009年1月22日、日本テレビ系） - 須藤さつき 役
- 相棒 season7 第18話「悪意の行方」（2009年3月11日、テレビ朝日系） - 久保田優子 役
- ドラマ8・ふたつのスピカ（2009年6月-7月、NHK） - 鴨川今日子 役
- 金曜プレステージ （フジテレビ系）
  - 「奥様は警視総監Ver.5」（2009年12月11日）
  - 「浅見光彦シリーズ39」（2011年1月14日） - 森恵子  役
- 臨場 続章 第9話 「傘」（2010年6月9日、テレビ朝日系）
- うぬぼれ刑事 第5話「甘党」（2010年8月6日、TBS系） - 村上清美  役
- デカワンコ 第2話（2011年1月22日、日本テレビ系）
- ろくでなしBLUES（2011年7月 - 9月、日本テレビ系） - 浅野洋子 役
- 勇者ヨシヒコと魔王の城 第9話（2011年9月2日、テレビ東京系） - ポロン 役
- 警視庁捜査一課9係 season7 最終話（2012年9月5日、テレビ朝日系） - 村松詩音 役
- そこをなんとか 第8話（2012年12月9日、NHK BSプレミアム） - 大島文香 役
- 土曜ワイド劇場（テレビ朝日系）
  - 「西村京太郎トラベルミステリー59」（2013年1月5日） - 鈴木紀子 役
  - 「森村誠一の棟居刑事7」（2014年2月8日） - 蔵方江梨香 役
  - 「福原警部5」（2014年9月20日） - 根岸絵里 役
  - 「法医学教室の事件ファイル39」（2014年10月18日） - 島貫菜穂子 役
  - 「新・おとり捜査官19」（2015年9月12日） - 竹山すみれ 役
- 月曜ゴールデン 「捜査指揮官 水城さや」（2013年1月28日、TBS系） - 長尾美和子 役
- 連続テレビ小説「あまちゃん」（2013年6月、NHK） - 原史奈 役
- よろず占い処 陰陽屋へようこそ 第7話（2013年11月19日、関西テレビ制作・フジテレビ系） - 坂上美雪 役
- 恋するイヴ（2013年12月24日、日本テレビ系） - 内山静江 役
- 月曜ミステリーシアター『隠蔽捜査』 第6話・第7話（2014年2月17日・24日、TBS系） - 永芳明日香 役
- スペシャルドラマ・奇跡の教室（2014年6月28日、日本テレビ系） - ハルカ 役
- だから荒野（2015年1月 - 3月、NHK BSプレミアム） - 小野寺百合花 役
- 紅白が生まれた日（2015年3月21日、NHK） - 市丸 役[7]
- 初森ベマーズ 第9 - 11話（2015年9月5-19日、テレビ東京系） - 彩乃 役
- 最後の晩ごはん（2018年1月 - 3月、BSジャパン） - 賢木奈津 役[8]
- 知らなくていいコト（2020年1月 -  3月、日本テレビ系） - 尾高みほ 役
- 警視庁強行犯係 樋口顕 Season2 第7話（2022年8月26日、テレビ東京） - 船田杏子 役
- なんで私が神説教 第6話（2025年5月17日、日本テレビ） - 綿貫千亜紀 役[9]

### ビデオ作品
- ウルトラセブン 模造された男（1999年） - カネミツ・ハルカ 役

### ラジオ
- オレたちXXXやってま〜す（水曜日/MBSラジオ）
- オレたちXXXやってま〜すNEXT（月曜日/MBSラジオ）
- ゴーゴーモンキーズ（月曜日/MBSラジオ）
- 史奈の懸SHOWタイム（金曜日）

### CD
- 『泣いていいよ／願いが叶う場所』 - 2000年5月24日発売。「願いが叶う場所」はカプコン『ロックマンDASH2 エピソード2 大いなる遺産』のCMタイアップ曲。
- 『恋をはじめましょう』 - 2001年3月7日発売。

### CM
- アサヒ飲料・三ツ矢サイダー（1998年3月 - 5月）
- パラマウントユニバーサルシネマ11（北海道オープン編、1998年5月 - 9月）
- コルゲンコーワ・鼻炎ソフトチュアブル（2001年1月 - 2002年4月）
- 富士ゼロックス　（2004年3月 - 8月）
- アートポート「映画・キャビンフィーバー」（2005年4月 - 5月）
- ABCマート（2006年）
- ソフトバンクモバイル・無料のワ「ただ友」篇（2007年）、「兄フラれる」編（2008年）
- ハウス食品・アイデアキッチン（2009年 - ）

### 舞台・ミュージカル
- 『美少女戦士セーラームーン』 2代目 月野うさぎ / セーラームーン 役
  - （1998年7月 - 1999年9月：新・伝説光臨、かぐや島伝説、かぐや島伝説・改訂版 / サンシャイン劇場 他）
- 『チューリップ30周年記念「魔法の黄色い靴』 主人公君原の彼女・サトコ 役
  - （2002年8月4日 - 9月1日：赤坂ACTシアター、愛知厚生年金会館、NHK大阪ホール、福岡市民会館）
- 『こちら葛飾区亀有公園前派出所』 擬宝珠纏 役
  - （2003年8月6日 - 30日：銀座博品館劇場、土浦市民会館、富山県民会館、大阪サンケイホール、テレピアホール）
- 『崔版 近松バイオレンス 女殺油地獄』  芸妓・天王寺屋小菊 役
  - （2004年12月15日 - 22日：新宿シアターアプル）
- 志村けん一座公演『志村魂3』
  - （2008年5月17日 - 6月1日、7月4日 - 31日：天王洲 銀河劇場、中日劇場、札幌市教育文化会館、新潟テルサ、高知県立県民文化ホール、神戸国際会館、東京エレクトロンホール宮城、福岡市民会館）
- U-1グランプリ第2回公演『case02【厨房】』
  - （2008年6月18日 - 29日：THEATER TOPS）

U-1グランプリは、放送作家福田雄一と俳優・脚本家マギーとのコントユニット。原、U-1グランプリ以外の出演者は春海四方、小松和重、長谷川朝晴、上地春奈（キャラメルクラッチ）。
- 表現・さわやか『ストレンジ　ストーリーズ』
  - （2013年10月3日 - 14日：東京公演　下北沢　駅前劇場）

### 声優
- ロックマンDASH2 エピソード2 大いなる遺産（2000年） - ユーナ 役
- 愛してるぜベイベ★★（2004年） - 徳永心 役
- 映画キャビン・フィーバー吹替（2005年） - カレン（ジョーダン・ラッド）
- ファインダーラブ 原史奈 ふたりの ふたりで…。（2006年） - 原史奈：本人 役

### 雑誌
- 日テレジェニック'98（1998年10月 - 1999年9月）

## DVD
- moon dance（2004年12月24日、OneLove）

## 書籍

### 写真集
- days(WANI COMING UP COLLECTIONS)（1999年9月、ワニブックス、撮影：西田幸樹）ISBN 978-4847025488
- CIEL（2000年4月、ぶんか社、撮影：木村晴）ISBN 978-4821123292
- PURE SWEET（2000年8月、近代映画社、撮影：北村崇）ISBN 978-4764819214
- f.h(Bomb perfect visual scene)（2002年7月、学研、撮影：真継敏明）ISBN 978-4054016590
- 月刊原史奈(SHINCHO MOOK)（2003年2月13日、新潮社、撮影：藤代冥砂）ISBN 978-4107901118
- BODY(GUN CRAZY写真集)（2003年3月、パイオニアLDC、撮影：野上哲夫）ISBN 978-4894527003
- 恋愛時代（2003年10月25日、ぶんか社、撮影：松田忠雄）ISBN 978-4821125777
- choukran（2004年5月26日、ワニブックス、撮影：根本好伸）ISBN 978-4847028090
- 原史奈 a rendez-vous(TJ MOOK PHOTO NOVEL刹写 #1)（2004年10月29日、宝島社、撮影：山田崇博）ISBN 978-4796642828
- F.Spot（2005年6月、彩文館出版、撮影：西条彰仁）ISBN 978-4775600825
- love story（2005年10月8日、講談社、撮影：宮澤正明）ISBN 978-4063078633
- ファインダーラブ(ガイドアルバム)（2006年6月29日、カプコン、撮影：松田忠雄）ISBN 978-4862330505